# Abbaye de Graville
L’abbaye de Graville, également appelée abbaye de Sainte-Honorine, a été fondée au XIe siècle. Elle est située dans le quartier de Graville-Sainte-Honorine au Havre, département de la Seine-Maritime en Normandie.
Elle se trouve dans l'agglomération havraise depuis 1919.
L'abbaye fait l’objet d’un classement au titre des monuments historiques depuis 1875 pour son église abbatiale, d'un classement en 1921 pour deux salles souterraines, et d'une inscription en 2000 pour l'ensemble des bâtiments prieuraux.

## Histoire

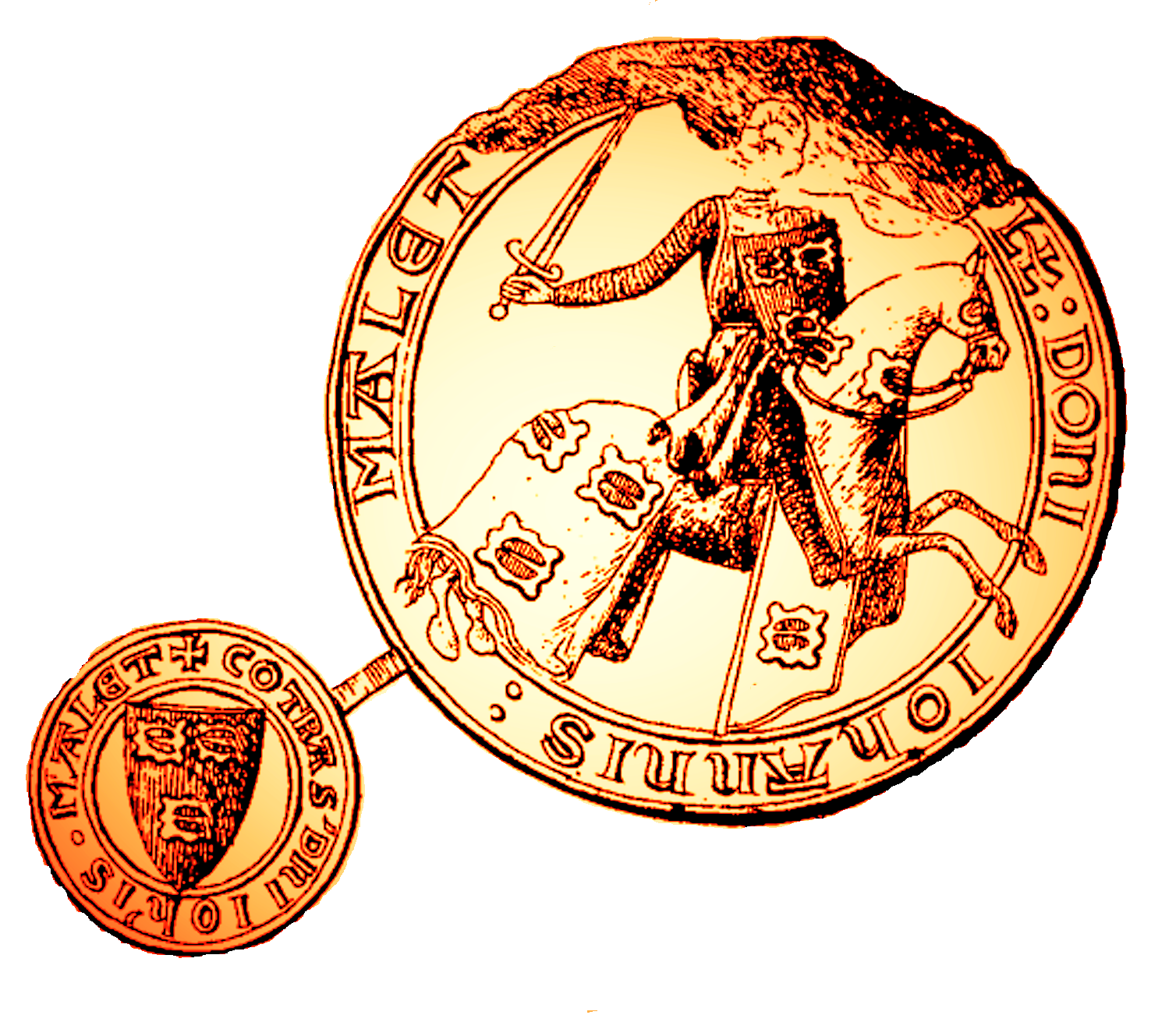
Sceau et contre-sceau de Jean Malet, XIIIe siècle.

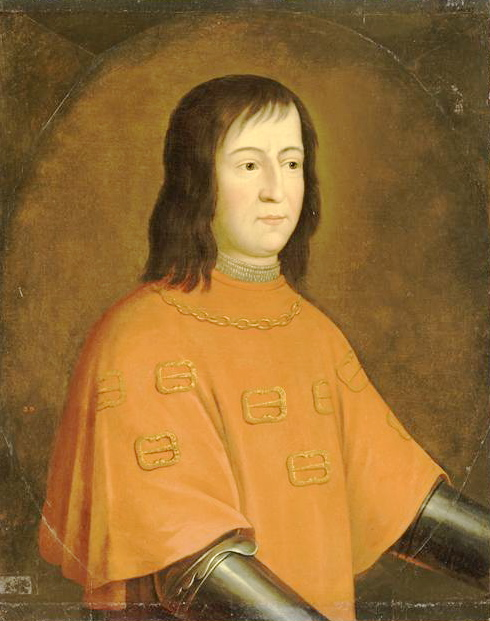
Louis Malet de Graville
Amiral de France.

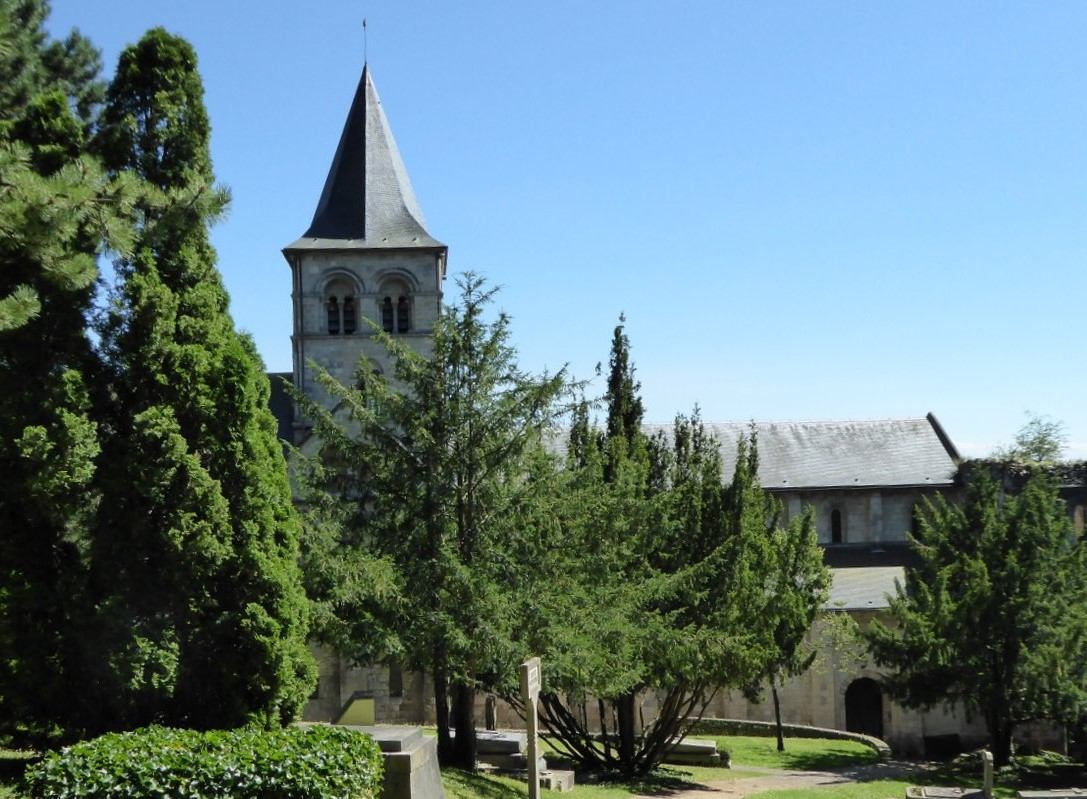
Vue de la façade Sud.

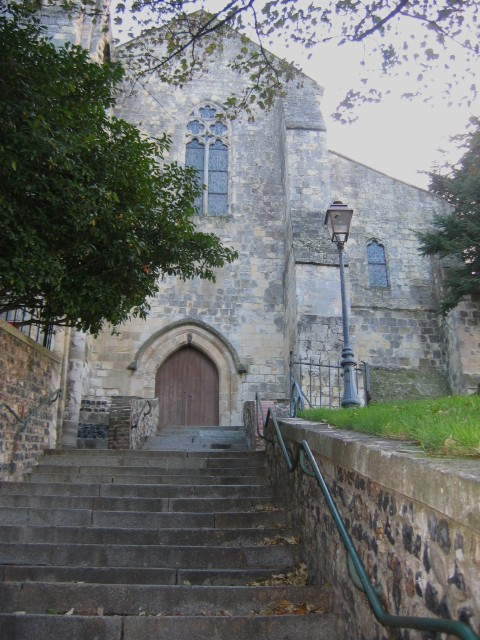
L'accès des paroissiens.

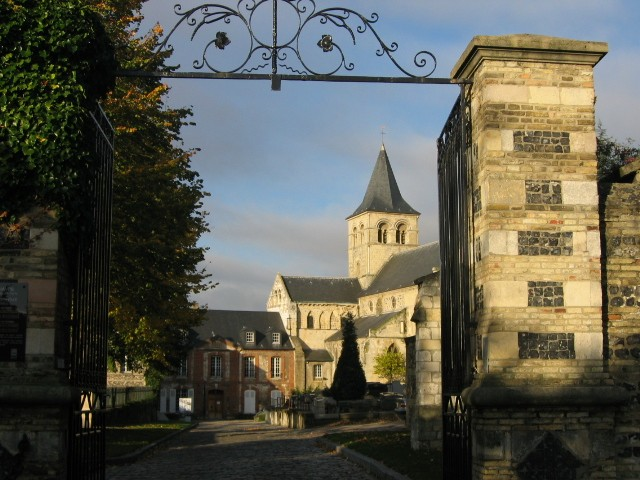
L'entrée du site de l'abbaye de Graville.

Abbaye de Graville est l'appellation moderne pour désigner le prieuré de Graville fondé en 1203 par Guillaume Malet, seigneur du lieu avec des chanoines réguliers du prieuré de Sainte-Barbe-en-Auge.
L'église est dédiée à sainte Honorine. La légende a nourri le vide historique ou scientifique. Sur l'origine de la sainte Honorine par exemple. En effet, elle n’a pas été martyrisée à Mélamare en 303, c'est-à-dire sous le règne de l’empereur Dioclétien, car le nom même de Mélamare n'est pas antérieur au Xe siècle (Mellomara XIIIe siècle, mare étant issu du vieux norrois marr) et on ne conserve aucune trace d'un nom antérieur avec une substitution de toponyme comme c'est le cas pour Harfleur par exemple. Une autre légende voudrait qu'elle ait été jetée dans la Seine par des païens de Lillebonne pour venir s’échouer au niveau de l’abbaye. Ces légendes sont loin de la réalité historique.
Les religieux de Graville ont bien abrité les reliques de la sainte, sous le règne d’Eudes Ier (888-898), bien que le lieu même de Graville ne soit pas mentionné avant l'année 1148 (Gerarvilla). Lors des attaques  Vikings, Eude réussi à obtenir momentanément une zone de paix le long de la vallée de la Seine, de Paris à son embouchure. Cependant  durant l'hiver 889-890, à la suite d'une défaite militaire, les nordiques se dirigent vers la Bretagne à l'est et s'approchent dangereusement de Coutances et de Bayeux. On assiste alors à de grands exodes de corps de saints vers l'est, Rouen accueille par exemple les reliques de saint Lô et de saint Romphaire. Les reliques de sainte Honorine semblent à ce moment être conservées dans le diocèse de Bayeux, et doivent elles aussi être mises en sécurité. Puisque de nombreux indices laissent supposer de forts rapports entre Sainte-Honorine de Graville et l'évêché de Bayeux, on suppose alors que les reliques sont mises en sécurité à Graville à ce moment, autour de 890.   
Après la mort d’Eudes Ier, les reliques furent à nouveau menacées par des nordiques, et c’est là qu’elles prirent le chemin de Conflans-Sainte-Honorine en 898.  
Toutefois, bien que le corps de la sainte ait quitté le prieuré, le culte de Sainte Honorine reste très fort à Graville. Le recueil des miracles de Conflans, dont le récit couvre jusqu’au XIVe  siècle, nous rapporte un épisode qui expliquerait la persistance du culte jusqu'à aujourd'hui. Une riche dame aurait fait fouiller le sarcophage vide, et via le trou percé dans ce dernier, un chevalier parvient à ramener un peu de sang de la sainte, en plus d’une de ses vertèbres. Si on remet en perspective avec la situation du prieuré de Graville au XIIIe  siècle, moment de reconstruction des bâtiments conventuels, du chœur et du cloitre, on comprend alors l’intérêt de relancer le culte de la sainte en s’appuyant sur cette légende. Autrement dit, la présence de reliques de la sainte récemment retrouvées, permettent un afflux de pèlerins, c’est-à-dire  une  rentrée  d’argent  stable  et  abondante. C'est à ce moment que naissent les légendes faisant de sainte Honorine une sainte locale.
L’Abbaye de Graville est, parmi les grands établissements religieux installés en bord de Seine, le plus en aval. 
Le site conserve des traces d'occupation antique, et d'un ermitage probable au VIe siècle (on constate encore aujourd’hui, dans des grottes naturelles au nord-est du chœur de l’église prieurale, la présence d’aménagements en pierres de taille). La présence d'une collégiale est attestée probablement dès le IXe siècle.  Une charte de 1203 rapporte que Guillaume Malet, compagnon de Guillaume le Conquérant, rentre vainqueur de la bataille d’Hastings, et fonde le prieuré de Graville, qui dépendra de Sainte-Barbe-en-Auge. La charte fixe précisément le nombre de chanoines et les règles à suivre, mais aussi détaille la série de dîmes, de droits d'usage et de patronages donnés au prieuré : c'est grâce à eux que sont érigés les bâtiments conventuels. 
Le 1er mai 1252, le journal d’Eudes Rigaud (archevêque de Rouen de 1248 à 1275), mentionne qu’il souhaite restreindre l’accès au chœur de l'église paroissiale, et donc la vénération des reliques, aux laïcs.  Les diverses fouilles effectuées aux XIXe  et XXe  siècles n’apportent aucun indice lié à son existence, et aucun stigmate n’est visible dans l’architecture. La présence d’une cloison en dur est donc à écarter. D’autres matériaux ont pu être utilisés sans laisser de trace, mais ni la construction, ni la présence de cette cloison n’étant évoquée dans les textes, son existence est donc tout de même remise en cause.  
En 1360, pendant la guerre de Cent Ans, Honfleur est aux mains des Anglais. La tour Nord du massif occidental de l'église prieurale est partiellement détruite de peur qu’elle ne serve de lieu d’observation aux Anglais. Enfin en 1563, pendant les guerres de religion, le Havre change de mains plusieurs fois, et durant un temps l’église aurait été utilisée comme écuries. Naturellement durant ces événements, peu de soins sont accordés à la conservation de l’édifice.   
Au cours de son histoire, l'abbaye a accueilli les grands de ce monde comme quartier général : Philippe le Bel en août 1295, Henri V d'Angleterre en août 1415, Charles Ier de Cossé, maréchal de France et Charles IX en 1563. Le cœur de Louis Malet de Graville, amiral de France a été déposé dans l'église.
Elle intègre les génovéfains en 1641. Dans le chœur, un remarquable retable baroque  prend place dans les premières années du XVIIe siècle. Les bâtiments conventuels sont reconstruits au XVIIIe siècle. Ils sont en partie détruits par un incendie en 1787.

### Sauvegarde

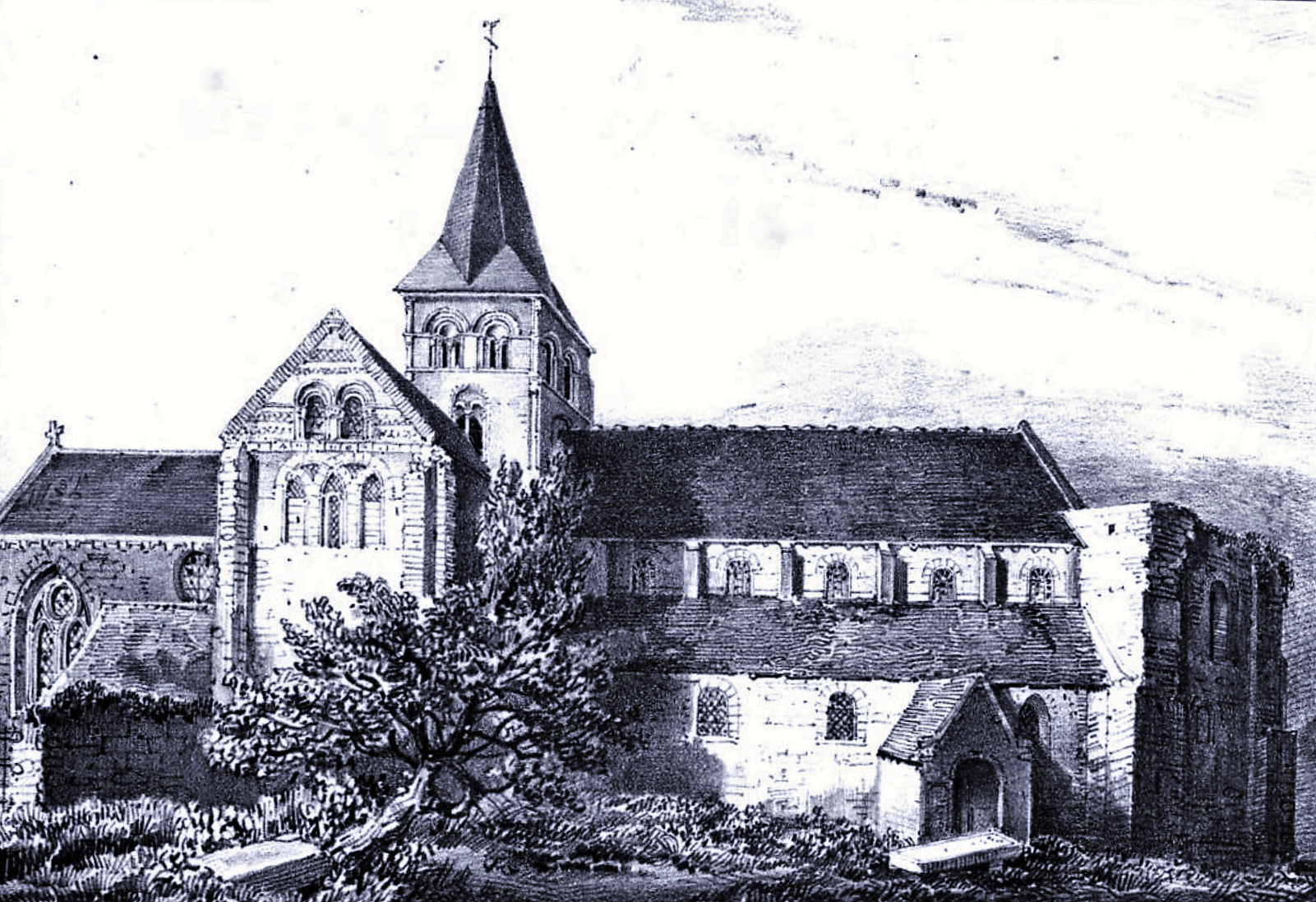
L'église avec son porche vers 1820.

En 1840, il est décidé d’entrer dans une phase de travaux importants afin de préserver l’abbaye de la ruine et de retrouver un état d’origine. L’architecte désigné pour la restauration est Charles Louis Fortuné Brunet-Debaines, architecte de la Ville du Havre.
Le petit porche au Nord de la nef, visible sur certaines gravures anciennes, est supprimé. À l’intérieur de l’église, la galerie ogivale à l’est de la nef est également supprimée pour retrouver le plan primitif de l’église. La croisée du transept est restaurée. 
Des fouilles menées par Albert Naef sont entreprises en 1890. Elles ont largement contribué à faire connaître l’Abbaye.
En 1909, c’est au tour du pignon et du transept Nord d’être restaurés.
L’attention est alors portée aux salles basses, elles seront à leur tour classées Monuments Historiques en 1921.
En 1944, l'église, et plus particulièrement le chevet, sont endommagés. Après  restauration, la nef et le transept sont rouverts en 1982, puis le chœur quelques années plus tard.

Émile Biette, Graville, Album de croquis. 1830-1861. Bibliothèque municipale du Havre. En ligne sur Nutrisco.

L'abbaye accueille aujourd'hui un musée.

### Temporel

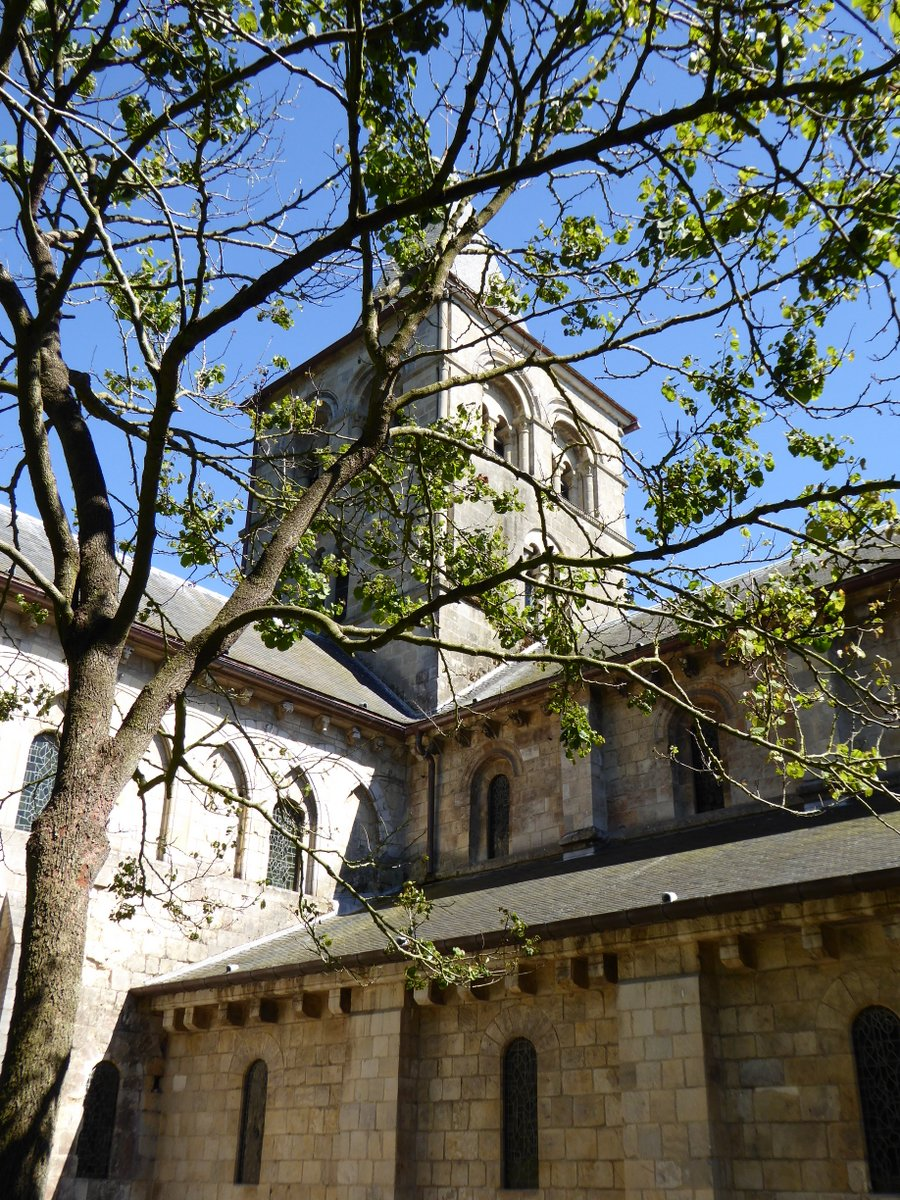
La tour-lanterne, le transept et le chœur.

Dans la charte de 1203, Guillaume Malet, cède au prieuré les patronnages de Saint-Valéry-de-Fontaine, Saint-Michel-de-Grandcamp, Saint-Sulpice-d'Onvéville, Saint-Nicolas-de-Grandcamp, Saint-Nicolas-de-Tennemare, Saint-Michel-du-Coudray, Saint-Pierre-d'Ermeville, Saint-Martin-de-Cloville, Saint-Pierre-de-Gonneville et de Saint-Sauveur-la-Campagne, dans une autre charte : des droits d'usage dans la forêt des Halates, et dans deux autres chartes : dix acres de terre à la Mare-Blonde et un moulin à Rouelles.
Jean Malet, en 1256, donne une moitié de moulin à Rouelles, et en 1260, dix acres de terre à la Lande-Alart
En 1346, Jean Malet donne une pièce de terre à la Lande-Alart.

### Sigillographie
- 1384 : Le christ en croix accosté de la Vierge et de Saint Jean, au-dessous, un prieur.

- 1474 : Le Christ en croix accosté de  la Vierge et de Saint Jean

- 1475 : prieur de Sainte-Honorine de Graville: écu portant trois fermaux

- 1678 : Le christ en croix accosté de deux personnages, celui de gauche tenant une palme et un livre, celui de droite crossé, tenant aussi un livre, au-dessous, un écu portant trois yeux (fermaux), S•HONORINA•B•P•DE•GRAVILLA•AVOVST

- 1689 : Écu portant trois fermaux timbré d'un Tau, dans un cartouche[14].

## Architecture

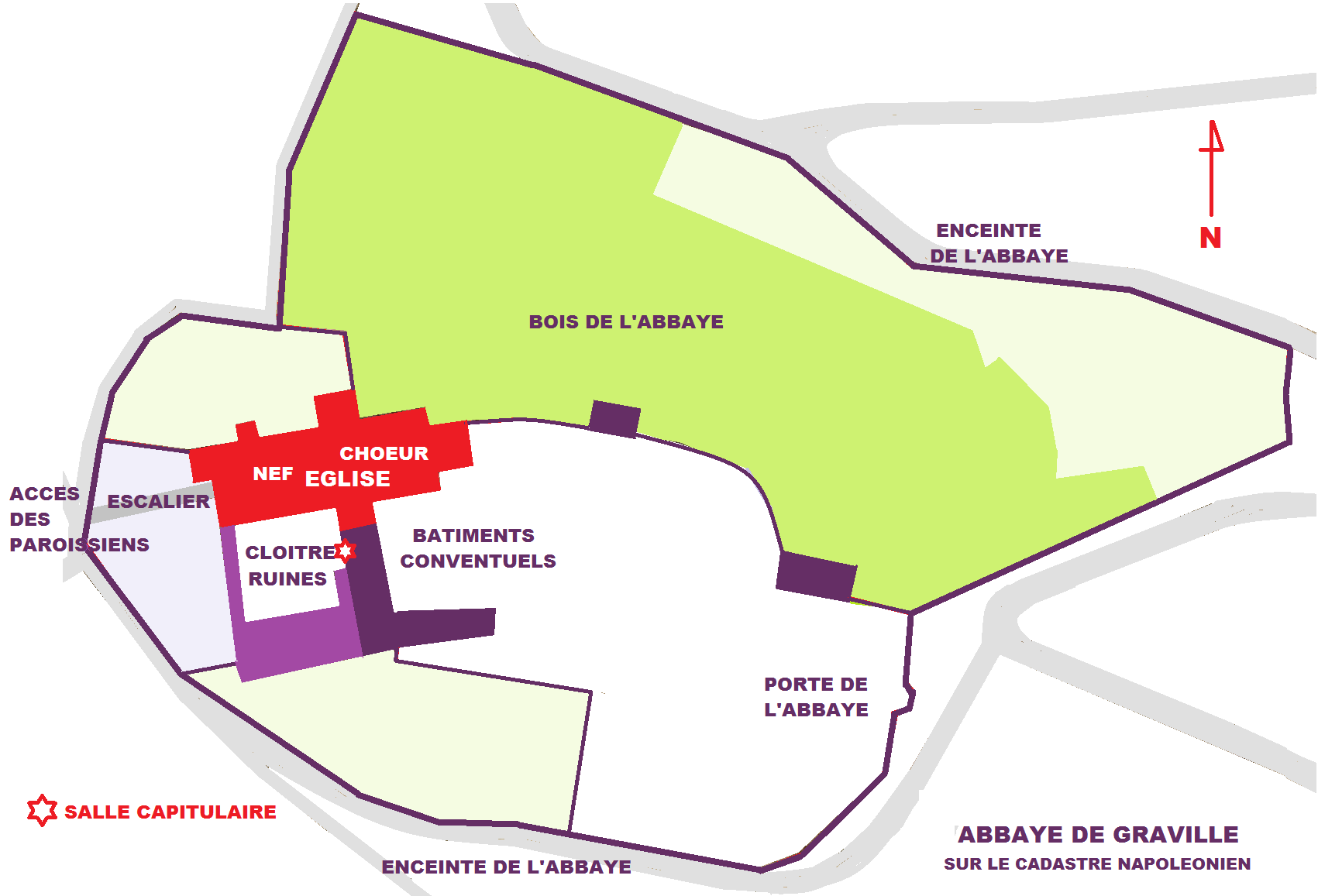
L'abbaye sur le cadastre napoléonien.

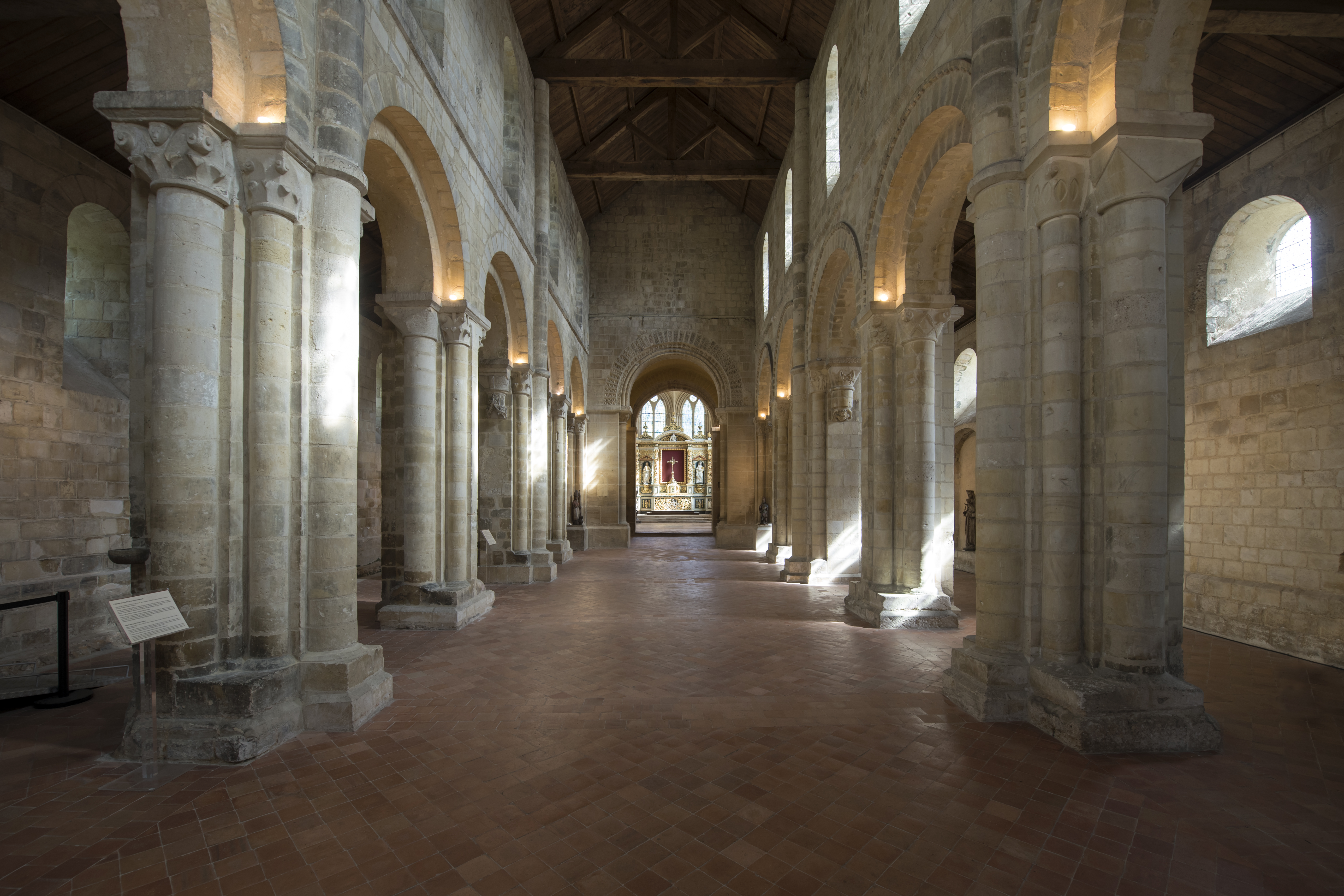
La nef romane.

Le site du monastère est sur une falaise morte, dominant l'estuaire de la Seine. Les chanoines ont organisé les bâtiments sur un terrain fortement en pente vers le sud. Le cadastre napoléonien garde la trace de l'enceinte avec ses deux accès, celui de l'Ouest où les paroissiens de Graville accèdent par un escalier au parvis, puis à l'église et à la nef qui leur est réservée, celui de l'Est qui donne sur une cour desservant les bâtiments réguliers et les annexes de fonctionnement. À l'intérieur des murailles, se trouve, au Nord, un bois dans la partie la plus pentue, puis l'église avec au sud le cloître qui organise la vie des chanoines. Sur le croisillon Sud du transept, est accrochée la salle capitulaire dont il reste un arc trilobé datant de la charte de Malet de Graville puis le bâtiment récent des religieux avec les dortoirs et autres lieux de vie. Sur ce cadastre, on voit un bâtiment ruiné fermant le cloître au Sud, parallèle à l'église qui devait recevoir le réfectoire s'il respectait l'organisation générale des monastères augustiniens.

### L'église

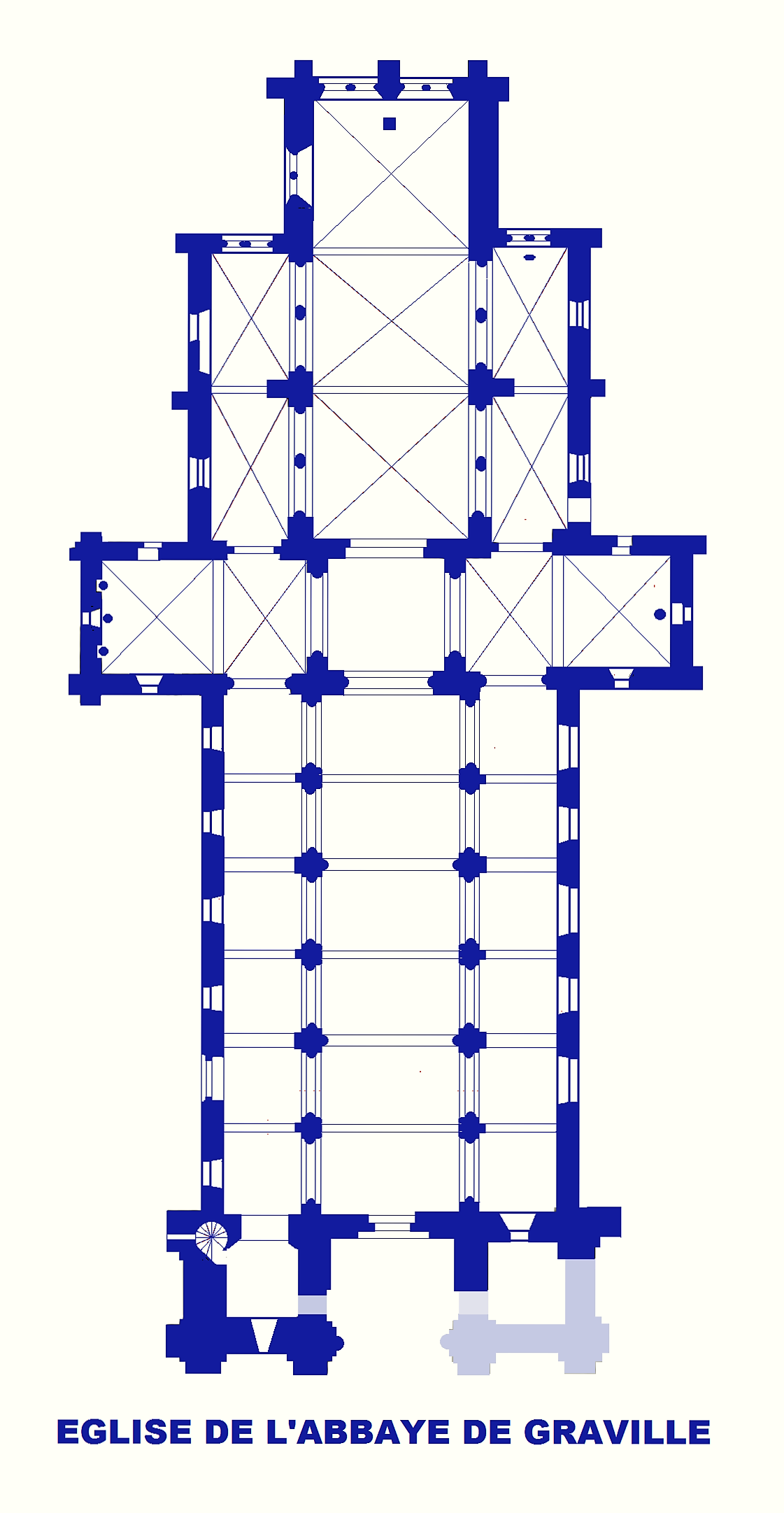

L'église prieurale de Sainte-Honorine de Graville a été fortement remaniée - parfois maladroitement - depuis son érection. Sa datation est toujours controversée, mais elle semble être construite sur une église préromane. Elle avait un porche aux formes typiquement carolingiennes avec deux tours dont il ne reste qu'une partie de celle du Nord et une tribune donnant sur la nef avec des bas-côtés, une abside formait le chœur et le transept comportait des absidioles. 
Sa construction est de la fin du XIe siècle et la nef est terminée au début du XIIIe siècle. Cette nef a deux niveaux avec arcades et fenêtres hautes sur des piliers cruciformes. Les six travées reçoivent une charpente. Toutes les deux travées, un pilier avec une colonne engagée renforce la structure. Une tour avec deux étages de baies géminées est à la croisée du transept dont la façade du croisillon Nord est remarquable par sa décoration sculptée comparable à d'autres édifices dans le Bessin. Le chœur gothique du XIIIe siècle est aujourd'hui vouté. Il a été modifié aux XVe et XVIe siècles a été restauré en 1850-1860 puis a été réparé après 1944.   
Cette église est orientée, de type basilical à transept débordant, l’accès principal se fait par le massif occidental. La façade compte une tour carrée à son extrémité nord ainsi qu’une porte d’entrée qui donne sur le vaisseau central de la nef. Cette dernière est rectangulaire et formée d’un vaisseau central plus large que les deux collatéraux qui l’accompagnent. L’ensemble est composé de six travées sensiblement régulières.   
Chaque bas-côté compte une entrée. Côté sud elle se trouve dans la deuxième travée en partant du massif occidental, et côté nord elle se trouve elle aussi à l’ouest, dans la première travée. C’est justement dans ce collatéral nord que se trouve l’unique accès aux niveaux supérieurs de la tour du massif occidental. 
La nef est interrompue par le transept et forme deux bras saillants ainsi qu‘une croisée dont la voûte actuelle repose sur quatre piles.  C’est par cette croisée que l’on accède au chœur composé de collatéraux de deux travées et d’un vaisseau central qui en compte une de plus : le chevet de l’édifice est ainsi échelonné.   
Peu de fouilles ont été réalisées à Graville. Albert Naef en a dirigé autour de 1900. Il mentionne, sous les premières assises de l’absidiole orientée du bras nord, le soubassement d’une autre absidiole en hémicycle plus large. Cette structure serait marquée de traces d’incendie. Il considère cette trouvaille comme un vestige d’un ancien édifice qui serait la première église de Graville. Les observations de Priem et les études récentes contredisent cet avis et l'importance de cette découverte bien que l'absence d’iconographie et de fouilles récentes en rendent compliqué tout commentaire approfondi. Autour de 1890 Priem fouille le chœur. Il y trouve des fondations qu’il qualifie de « confuses », et dont la lecture est très perturbée par la présence d’un très grand nombre de sépultures. Là encore ces fouilles ne permettent pas de commenter la structure de l’édifice.   
L'architecture de l'édifice est très riche et très complexe. La partie la plus ancienne est le massif occidental. Il se démarque des autres massifs normands par son autonomie structurelle. Il comporte qu’une seule entrée, ses salles basses sont en dehors de l’édifice et les salles du niveau supérieur sont très isolées. Depuis l’extérieur, le massif de Graville est aussi très individualisé par sa forme, il est notamment saillant par rapport aux murs gouttereaux de l’église prieurale, ce que Maylis Baylé identifie comme la survivance d’un archaïsme. Il s’agirait selon elle de la survivance d’une tradition locale, mêlée à des restes de tradition ottonienne. Toutefois, ce n’est pas une exception en Normandie puisqu’il en est de même à la cathédrale de Coutances ou à la Trinité de Caen, ce qui pousse Valérie Chaix à contredire l’avis de Maylis Baylé. Ces deux édifices aux massifs saillants sont construits ex nihilo et ne peuvent donc pas reprendre la forme de construction antérieures et à l’inverse, Jumièges qui aurait pu conserver ce prétendu archaïsme au fil des reconstructions n’en conserve pas les caractéristiques.  
Si le massif de Graville est particulièrement autonome, c’est aussi parce qu’il remplit moins la fonction d’espace de circulation que dans d’autres édifices. A Caen, le massif comprend plusieurs portes d’entrée, là où à Graville il n’en possède qu’une seule. De la même manière, l’accès à la tribune semble aussi secondaire à Graville. La majeure partie des tribunes de massif occidentaux normands est accessible depuis le collatéral de l’édifice. On peut toutefois noter trois contre-exemples avec la Trinité de Caen, Montivilliers et donc Graville. Dans le cas de ces trois édifices, les escaliers qui permettent l’accès à la tribune prennent base dans les tours du massif plutôt que dans le collatéral. De l’extérieur, les tourelles contenant ces escaliers sont à l’est, elles sont donc très largement cachées lorsqu’on se trouve face au massif. Là encore, selon Valérie Chaix, la discrétion de la tour d’escalier est un choix fort. Maylis Baylé a voulu voir une influence ottonienne à Graville, alors que l’architecture ottonienne a pour habitude de mettre les tours en avant, et aurait plutôt joué avec leur démultiplication.
Malgré ses spécificités, on peut tenter d’inscrire Graville dans l’évolution de l’utilisation des tours de massif normandes. En Normandie, Valérie Chaix voit que dans un premier temps au XIè siècle, on semble faire de véritables tours escaliers comme à Jumièges. On propose ensuite un modèle de massif où on vide l’espace des tours comme à Graville ou à la Trinité de Caen. L’accès à la tribune y est moins facile, et le petit escalier à vis dans un coin de la tour de Graville dénote fortement avec les larges escaliers dans les tours de Jumièges qui permettent d’éventuelles processions. Enfin, évoquons que dans un dernier temps plus tardif les tours des massifs occidentaux normands se rétrécissent pour redevenir uniquement des tours d’escaliers, dont l’exemple le plus parlant est l’abbatiale Saint-Georges de Boscherville. 
La question de l'utilisation du massif occidental persiste. Sa structure libère beaucoup d'espace, notamment au sous-sol, mais pas assez pour permettre une utilisation liturgique fréquente. Il semble assez évident que les salles inférieure aient une forte importance structurelle et permettent de renforcer la stabilité de l'édifice. Les salles au niveau du reste de l'église ont pu contenir des autels ou des cuves baptismales, mais il n'en reste aucune trace. 

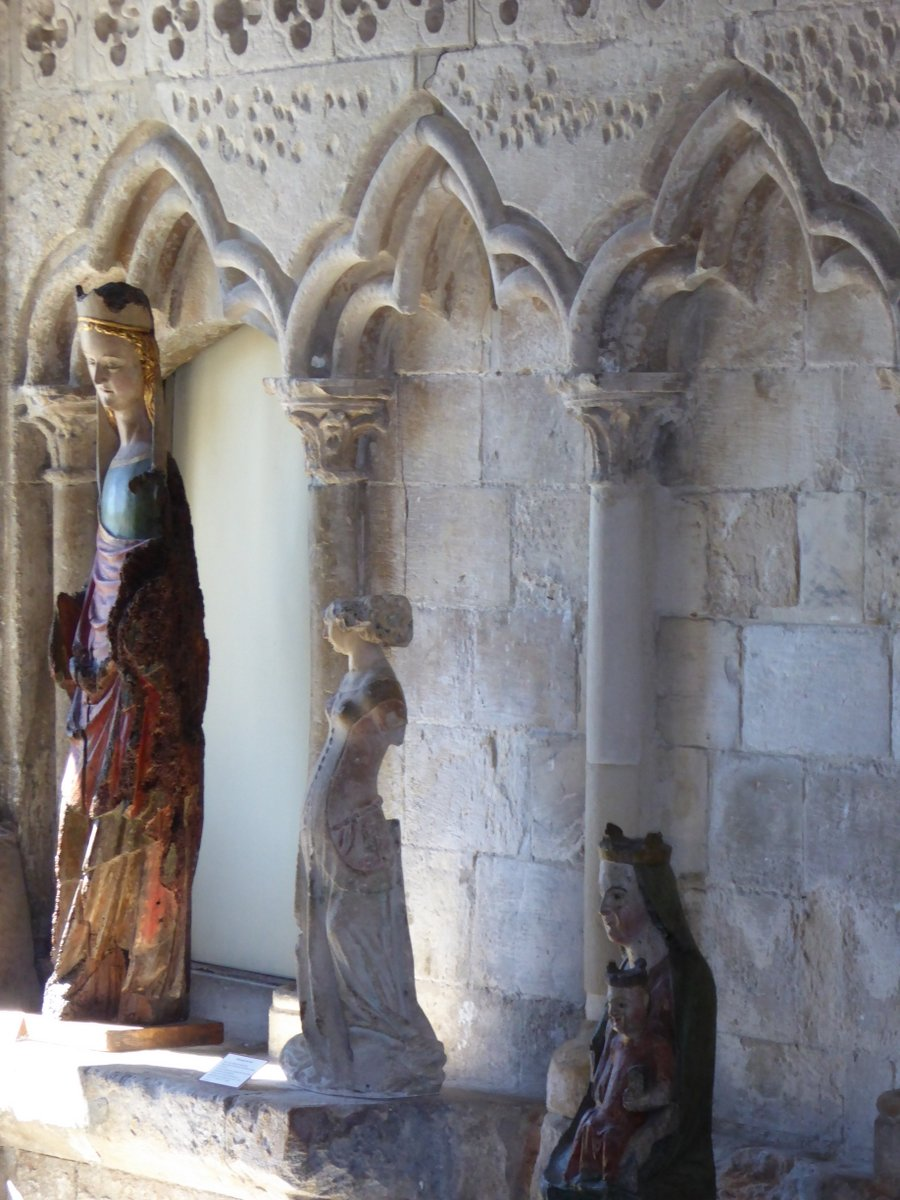
Arc trilobé de la salle capitulaire.

Sainte-Honorine est la plus petite des églises normandes à massif occidental, voici ses dimensions: 
- longueur : 47,50 m ;
- largeur : 13 m ;
- transept : 23 m ;
- hauteur du chœur : 10 m ;
- hauteur de la nef : 10,50 m ;
- hauteur de la tour du clocher : 33 m.

### La sculpture
Dans la nef, les chapiteaux des colonnes sud sont riches et variés et représentent des entrelacs, soleil, quadrupèdes, un homme, un animal dressé sur sa queue, une tête d'homme, des draperies, des volutes, des hommes qui semblent se battre, des chevaliers l'épée au poing, des têtes de chevaux, des feuillages et des arabesques, un homme sur un cheval. Ces chapiteaux ont été beaucoup restaurés, parfois partiellement, peu sont originaux. 
Sur le côté nord, les chapiteaux sont plus cubiques voire d'inspiration carolingienne et contrastent avec la fantaisie de ceux du sud. Ils permettent un rapprochement avec ceux de l'abbaye Saint-Georges de Boscherville, de l'abbaye Sainte-Trinité de Lessay, de l'église Saint-Gervais de Falaise et d'autres églises en Angleterre, ce qui place l'église de Graville au centre de courants et d'échanges artistiques entre le duché et l'Angleterre. Les différences stylistiques des chapiteaux et des arcades sud et nord de la nef sont aujourd'hui inexpliquées. 
La façade du bras du transept nord est remarquable avec, de bas en haut, deux petites baies romanes, puis deux grands arcs cintrés dont l'enlacement forme trois ogives, celle du milieu percée d'une fenêtre. Le fronton est orné de deux baies géminées. La frise est couverte de losanges avec un carré et le monogramme du Christ, deux lièvres en pleine course, des entrelacs, des étoiles, des zigzags, une figure de Sagittaire, un lion luttant avec un serpent, une étoile et un lion, une bête monstrueuse, des oiseaux, des dragons, une tête d'âne, un griffon ailé. Ce décors, comme l'ensemble du décors extérieur est comparable à ce qui se trouve dans le Bessin, comme à Secqueville ou Saint-Pierre de Taon.  